# Matteo Alban
Pour les articles homonymes, voir Alban.
Matteo Alban (né le 28 novembre 1994 à Vérone) est un coureur cycliste italien.

## Palmarès sur route

### Par année
- 2014
  - 2e de la Coppa del Grano
  - 2e du Trofeo Città di Lastra a Signa
- 2015
  - Circuito Molinese
- 2016
  - Trophée Antonietto Rancilio
  - 2e de la Coppa Giulio Burci
- 2017
  - 3e du Circuit de Cesa

### Classements mondiaux
| Année           | 2014   | 2015 |
| --------------- | ------ | ---- |
| UCI Europe Tour | 1 057e | 794e |

## Palmarès sur piste

### Championnats d'Europe
- Anandia 2012
  -  Champion d'Europe de l'américaine juniors (avec Riccardo Donato)

### Championnats nationaux
- 2011
  -  Champion d'Italie de poursuite par équipes juniors (avec Francesco Lamon, Riccardo Donato et Giovanni Longo)
  -  Champion d'Italie de l'américaine juniors (avec Riccardo Donato)
- 2012
  -  Champion d'Italie de poursuite par équipes juniors (avec Francesco Lamon, Riccardo Donato et Giacomo Peroni)
  -  Champion d'Italie de l'américaine juniors (avec Riccardo Donato)
  -  Champion d'Italie de course aux points juniors